# Stephen Adams (politikus)
Stephen Adams (Pendleton, 1807. október 17. – Memphis, 1857. május 11.) az Amerikai Egyesült Államok szenátora (Mississippi, 1852–1857).

## Élete
David Adams fiaként született Pendletonban (Dél-Karolina). 1812-ben a Tennessee állambeli Franklin megyébe költözött a szüleivel.
Rabszolgatartó volt.

## Halála
1857-ben hunyt el Memphisben, himlő következtében. Az Elmwood Cemetery temetőben helyezték örök nyugalomra.